# Bonópolis
Bonópolis es un municipio brasilero del estado de Goiás.